# Вигвам
Вигвамът е наземно жилище, използвано от някои индиански племена в Северна Америка, предимно от алгонкинското езиково семейство. Вигвамите са били разпространени в източните горски райони и земите около Големите езера.
Вигвамът най-често има куполовидна форма (макар че се срещат и други разновидности) и се състои от скелет, направен от пръти и покривало от дървесна кора (най-често бреза или бряст) или специално изработени рогозки. Понякога частично се използват и кожи, но по принцип конструктивните елементи на вигвама са предимно растителни. В по-ново време за покриване на вигвамите се използва и брезент.